# Tunica di Argenteuil

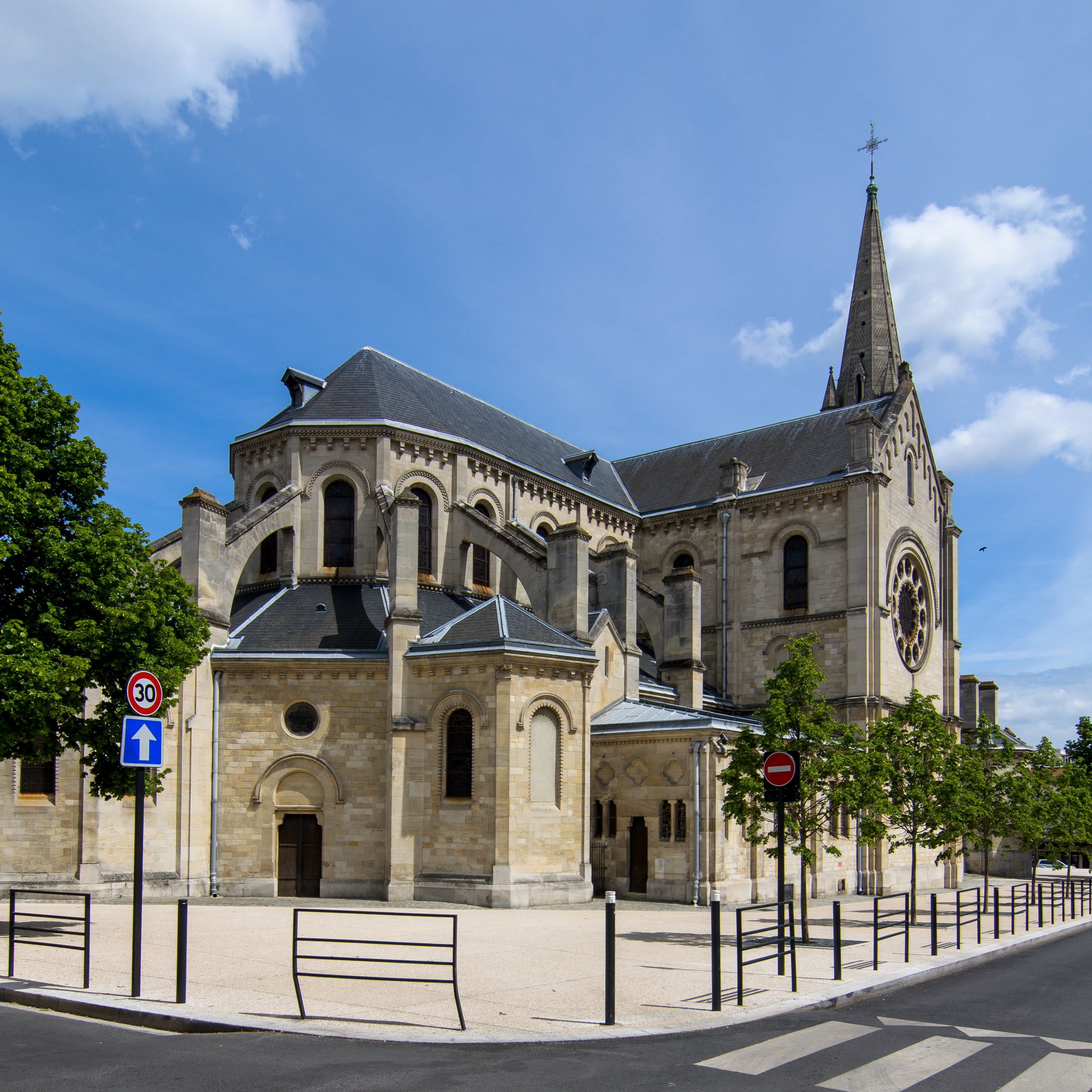
La basilica di Saint-Denys ad Argenteuil, dove è custodita la tunica

La tunica di Argenteuil è una tunica datata in un periodo compreso tra il VI e il IX secolo che secondo la tradizione sarebbe l'abito indossato  da Gesù  nelle ultime ore della sua vita; è detta "inconsutile" in quanto è stata confezionata senza cuciture. Dal IX secolo è custodita nella basilica di Saint-Denys (San Dionigi) ad Argenteuil, nella Francia settentrionale.

## Storia

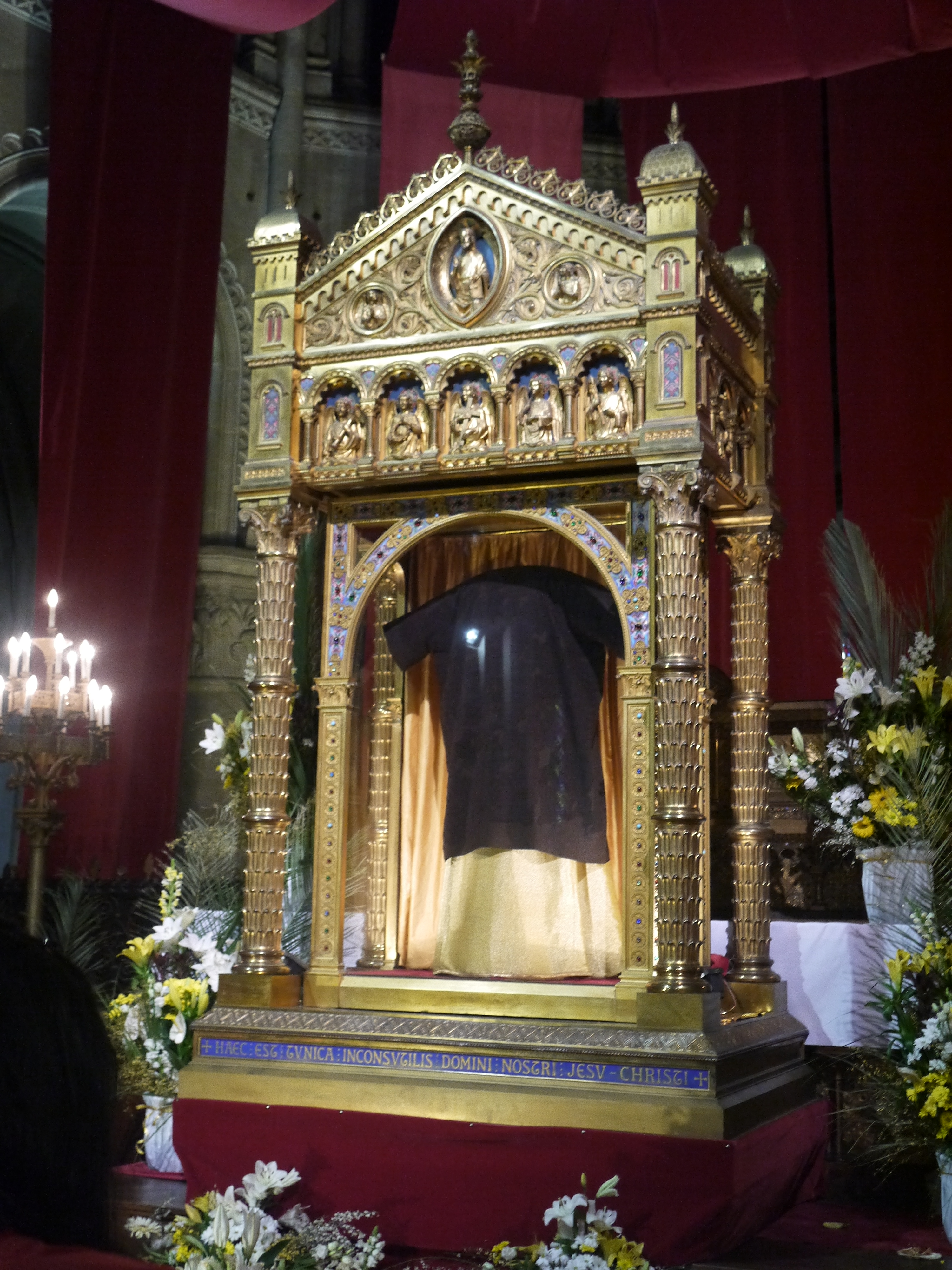
L'ostensione del 2016

Nel Vangelo secondo Giovanni viene descritta la tunica portata da Gesù prima della crocifissione:
(Gv 19:23-24)
La tunica di Argenteuil, che Gesù avrebbe portato negli ultimi momenti della sua vita, sarebbe giunta in Francia nell'800, donata dall'imperatrice Irene di Costantinopoli a Carlo Magno nell'anno della sua incoronazione come primo imperatore del Sacro Romano Impero. Da Carlo Magno la custodia della tunica fu affidata al monastero di Argenteuil, di cui era badessa sua figlia Teodorada. Le vicende della tunica sono travagliate: fu nascosta per preservarla dai normanni e dagli ugonotti, ma i pericoli maggiori occorsero durante la Rivoluzione francese, durante la quale, per iniziativa dell'abate Ozot, parroco di Argenteuil, fu tagliata in pezzi, nascosta e infine ricomposta, ma alcune parti andarono perdute.

## Esami scientifici
Due successive radiodatazioni con il carbonio-14 hanno indicato un intervallo temporale dal 530 al 650 e dal 670 all'880 come possibile età della reliquia, pur essendo stata evidenziata l'eccessiva ampiezza dell'intervallo.